# 賽西湖公園

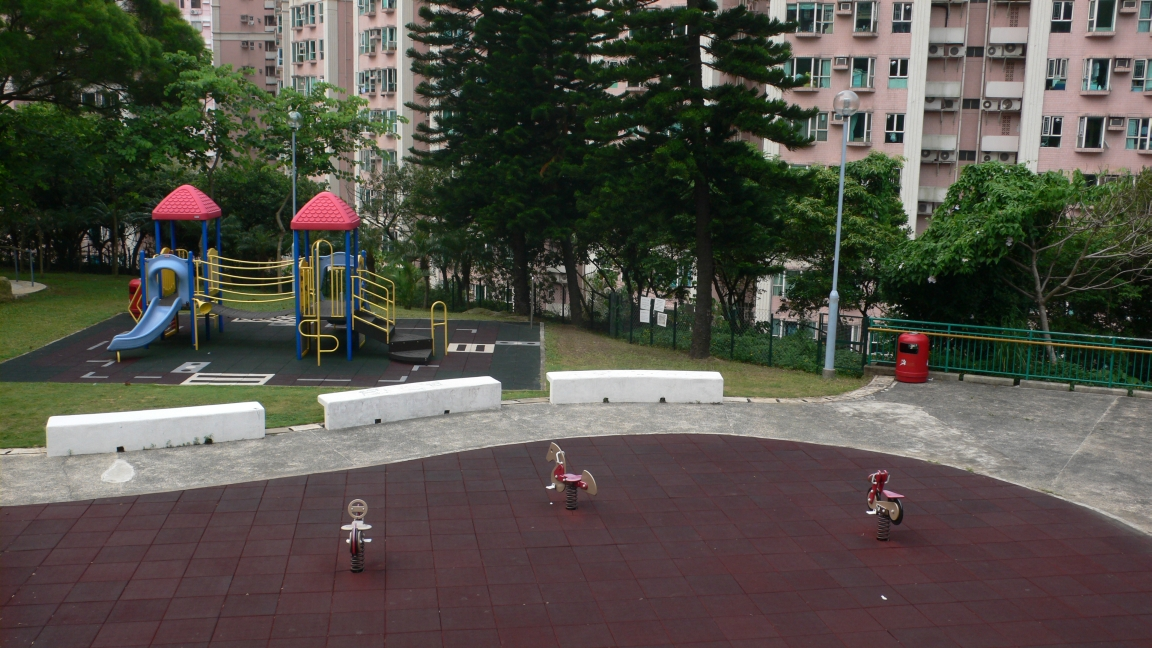
兒童遊樂設施

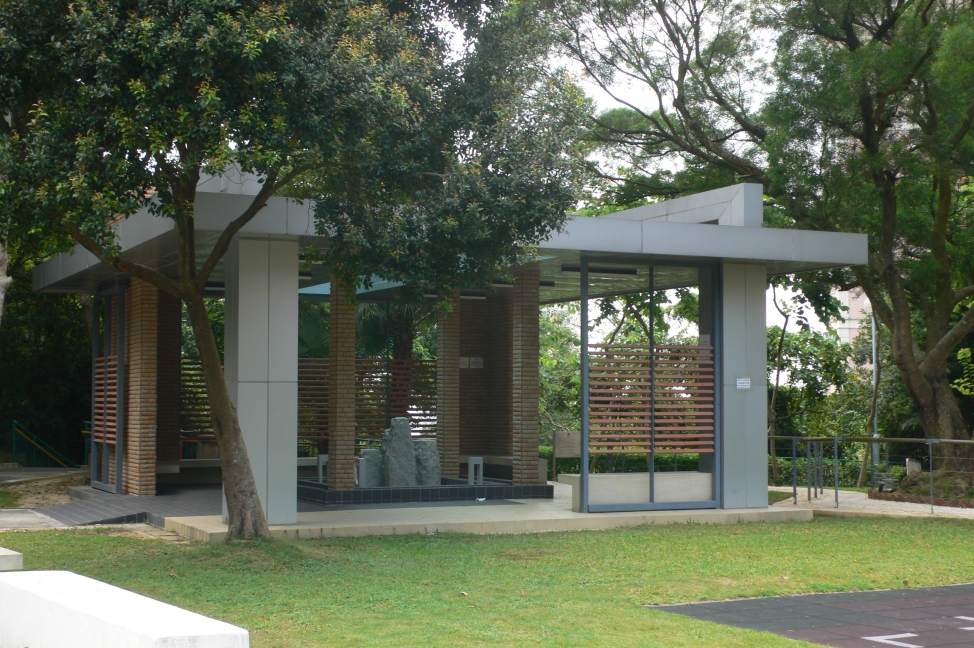
涼亭

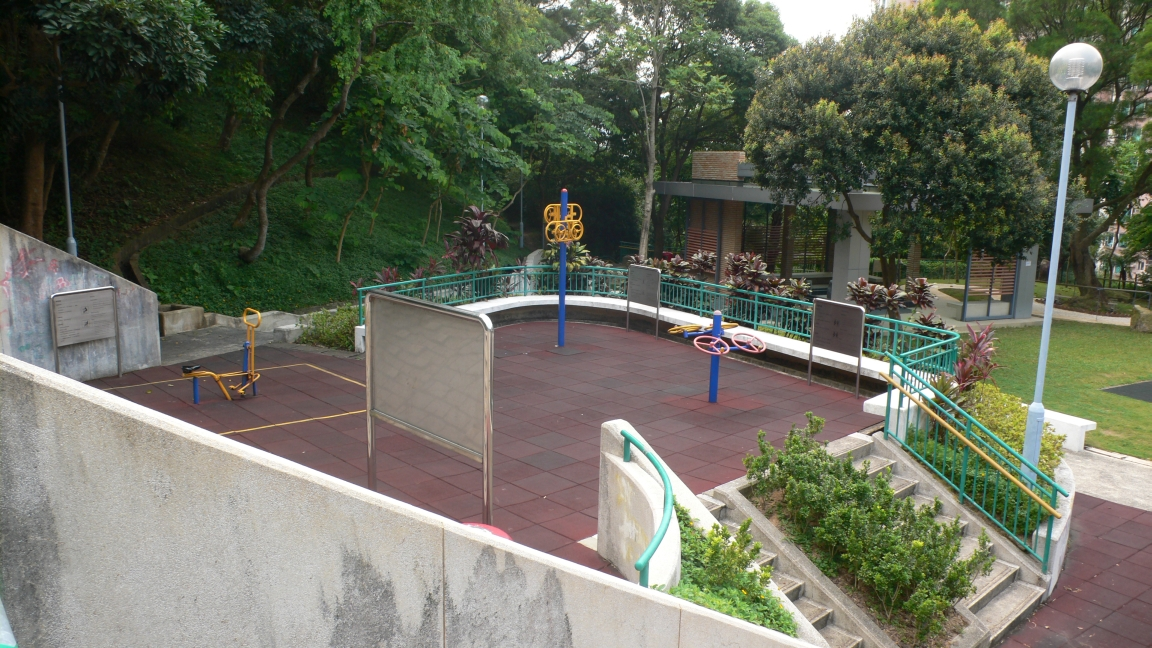
長者健身設施

賽西湖公園（英語：Choi Sai Woo Park）是香港康樂及文化事務署轄下的一個公園，位於香港島東區的寶馬山北麓，大門設在寶馬山道，佔地約2,400平方米。

## 歷史

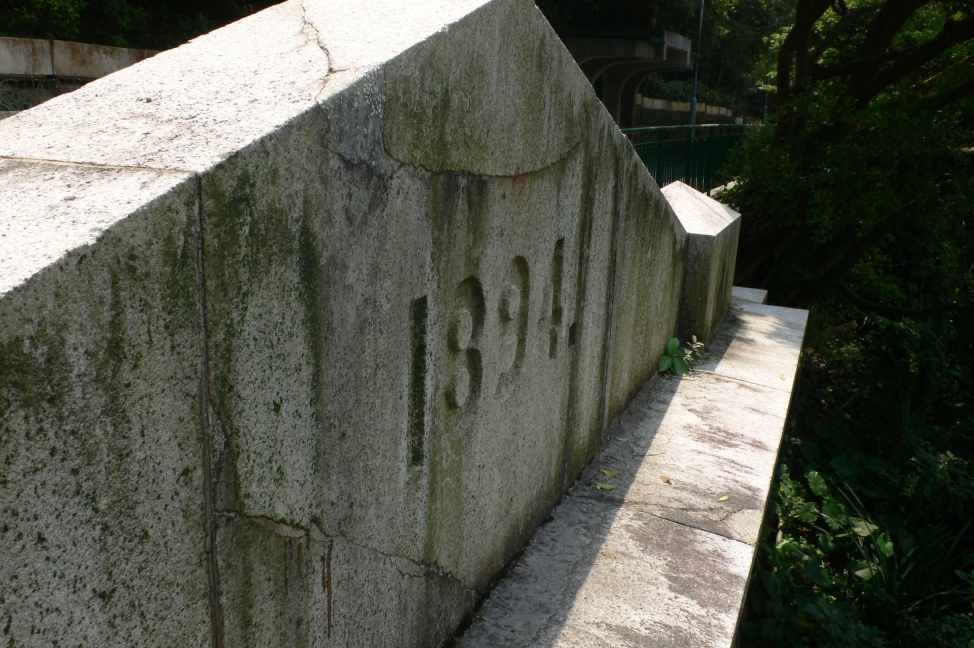
於1894年建築的水閘

太古洋行於1883年在北角七姊妹區半山設立一個私人蓄水池，名為七姊妹水塘，因當地居民認為其風光可媲美中國杭州的西湖，故又將該水塘稱為賽西湖。水塘負責供水給位於鰂魚涌的太古船塢、太古糖廠及香港汽水廠使用。在1977年，水塘被填平興建私人住宅區，部分土地則歸還香港政府管理。
1985年，市政局在水塘的北岸，建設了賽西湖公園。公園現時由康樂及文化事務署管理。
1985年，寶馬山公園曾發生轟動一時的寶馬山雙屍案，案中兩名死者為英國籍情侶，而數名主謀由於在案發時未成年，故此一直未能判刑而無了期監禁，最終待香港主權移交以後才陸續判刑假釋。

## 1940年的報刊介紹
摘錄自《香港大公報》，中華民國29年5月20日，星期一，第七版：
題目：小西湖賽西湖：一個好去處你到過麼？ 作者：新亞

炎熱天，想起了海，也想起了湖。

湖，有五湖，最美麗最聞名的只有一個西湖。但是，到如今，這美麗的西子湖，已經是一片血腥，提起了，有些心兒痛，我們不去說它吧！

在廣東－我們的故鄉，也有西湖，一個在潮州，一個在惠州，這兩個湖，也給血腥染過了，我們也不要想念它吧！

香港雖然是個海國，四面都是水，但是，到它也有兩個西湖。

你聽我道來，一個是小西湖，一個是賽西湖。小西湖是在九龍塘，賽西湖是在七姊妹。

這是一個奇蹟，小西湖也好，賽西湖也好，都不是在平原上，而是在半山上的。

拿這兩個湖來比較，小西湖的名字，比賽西湖來得響亮一點，大抵因為小西湖的發見較賽西湖先一些。

那裡有水，有林木，架一個帳幕，在樹陰深處，這樣的清福，最好給埋頭工作了一星期的人去享受。

小西湖在九龍塘，若要步行，有兩條路可以走：第一條路線，坐小火船到深水埗，從北河街右轉海壇街，左折界限街，直行，經過「花墟」，當你見到「萬芳園」這個名字的時候，你會看見左邊有一條小路，路的左邊有一條水坑，依著水坑，走著小路，不上十分鐘，路走完了，水坑還是向前伸展，你得跟著坑上的堤石，只要留神，不會把你掉下坑裡去的，這樣，曲曲折折，跟著坑邊走，你會走到坑的盡頭，這就是小西湖的所在。

沿途，你可以看到田家，菜畦，花圃，雞場……聽到謖謖的松風，淙淙的流水，另有一番滋味。

第二條路線，坐小火船到旺角，折入太子道，轉九龍塘，在九龍塘學校運動場右側小巷直行，視線雖然狹小，倒也有趣，有時你會看見火車走在你的身旁。

到達了小西湖，你可以到第1湖的右邊小平原，或第2湖的湖後平坦的小丘，結下帳幕，逍遺半天。

賽西湖是在七姊妹，有兩條路登山：第一條路線，乘電車到英皇道，在百家利工廠對面的小路登山，經過許多貧民營，向右行，經過「畫室」繞向左邊，大約三十分鐘，你可以看見一片湖光，帶著山色來迎接你。

第二條線，在英皇道下車，從亞洲石印局左側石砌，拾級而登，走完了石砌，是一個平臺，從平臺左方找小路登山，沿著一條流水潺潺的溪，不久，你會見看見三兩小寮，再由小寮左邊走過去，不多時，你就會到達目的地。

你可以在湖的左方松林裡結帳，野餐，遊戲，渡過你們這一天的假期。

## 現況

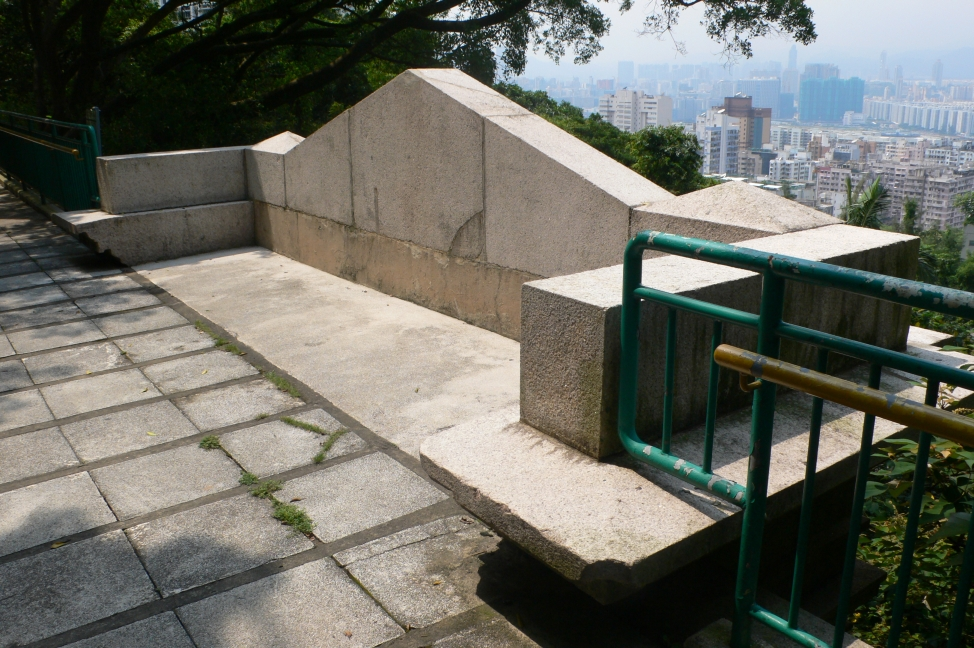
賽西湖水閘之背面

賽西湖公園裡保留了賽西湖的水閘，還有設有兩個池塘、多條羊腸小徑、盥洗室、涼亭及食堂等設施。其中的快餐亭每逢上課天都吸引對面的蘇浙公學、中華基督教會桂華山中學和閩僑中學學生購買飯盒。公園比其他康文署的公園有更多本土樹，約有20多種。

## 禁煙安排
此場地全面禁煙。

## 開放時間
每天07:00-23:00。

## 圖集

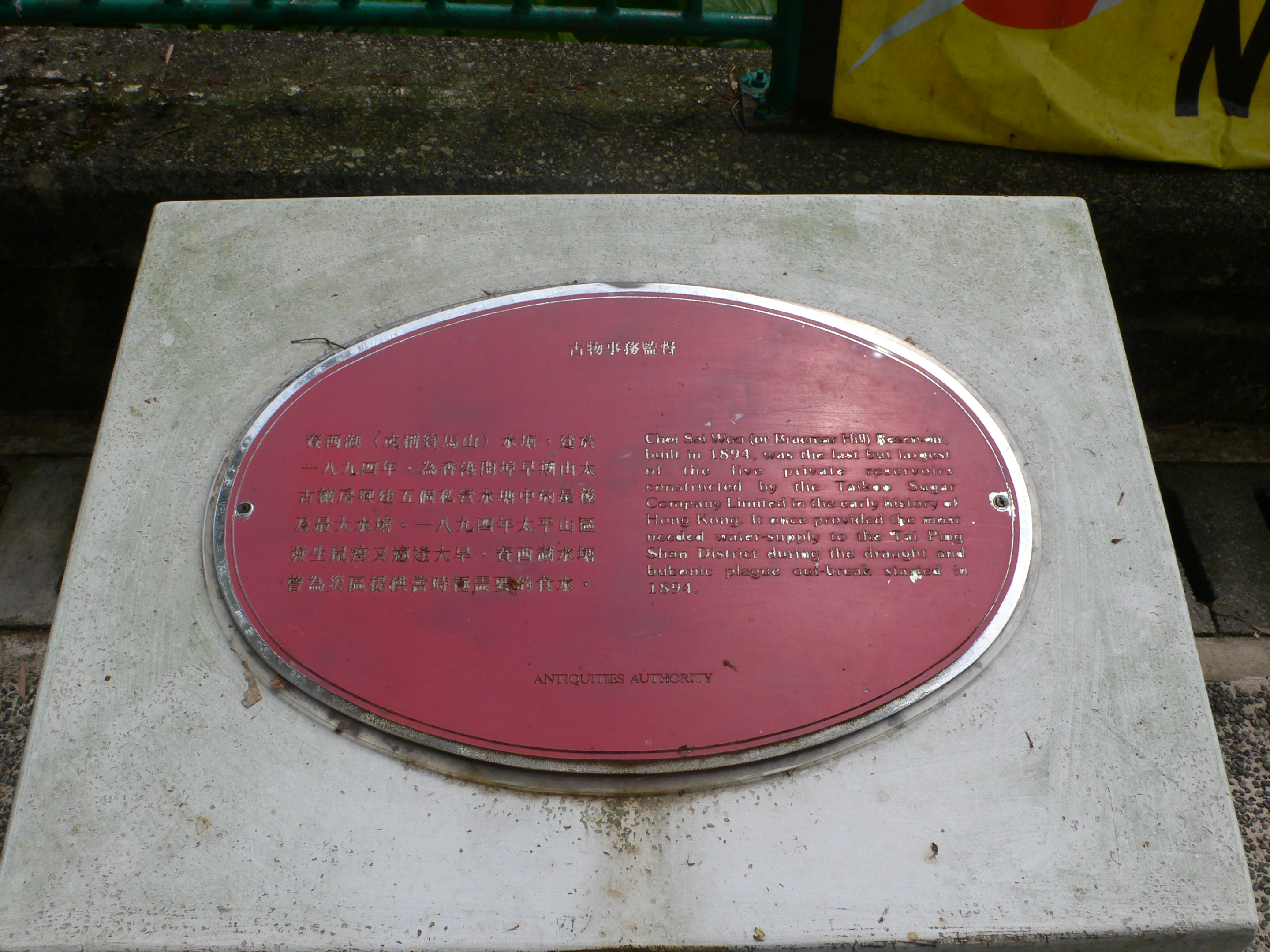
公園中關於賽西湖的介紹